# Muze (affluent du Tarn)
Pour les articles homonymes, voir Muze.
Cet article concerne un cours d'eau du département de l'Aveyron, affluent du Tarn. Pour le cours d'eau du département de l'Aisne, voir Muze (affluent de la Vesle).
La Muze, ou la Muse, est un ruisseau du sud de la France, dans le département de l'Aveyron, en région Occitanie. Elle coule dans le périmètre du Parc naturel régional des Grands Causses.
C'est un affluent du Tarn en rive droite, donc un sous-affluent de la Garonne.

## Géographie

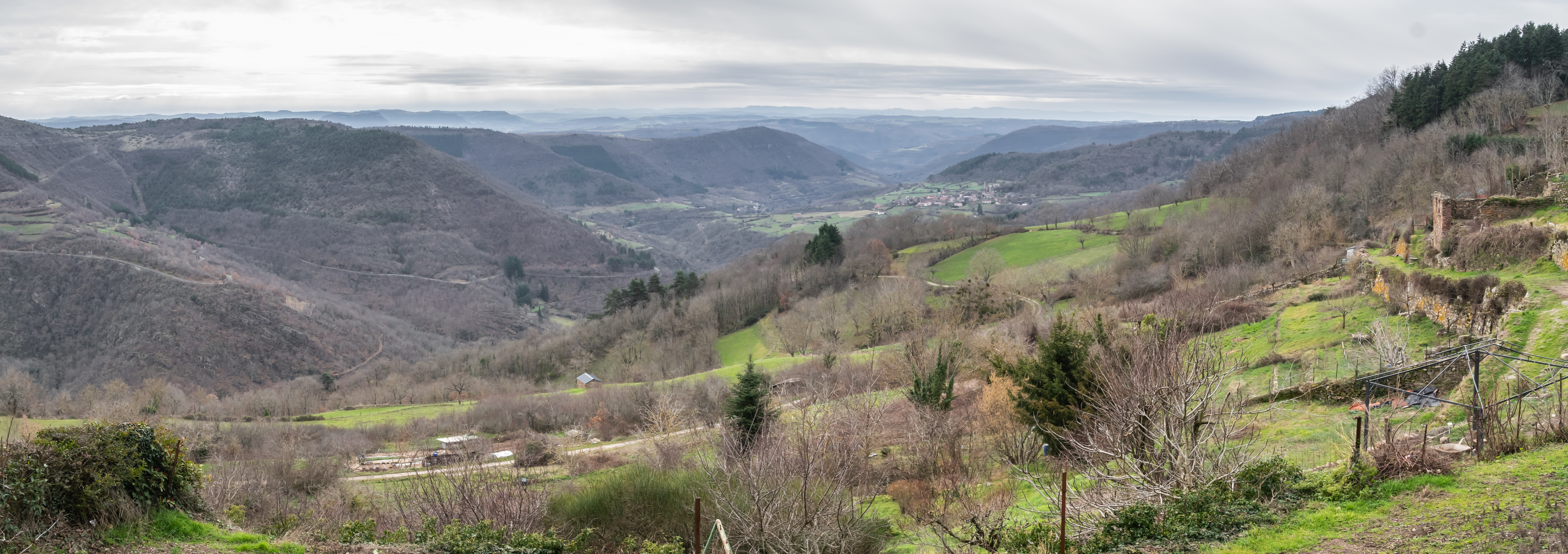
La vallée de la Muze vue depuis Castelnau-Pégayrols.

La Muze prend sa source dans le sud du Massif central, sur le plateau du Lévézou à 931 m d'altitude, dans le sud-est de la commune de Vézins-de-Lévézou, 400 mètres à l'ouest du village de Desteillous.
Elle passe sous la route départementale (RD) 28 puis forme un étang au lieu-dit le Bois du Four. Elle est franchie par la RD 911 et reçoit sur sa droite le ruisseau de Roubayrolles. Elle longe alors la (RD) 529 jusqu'au bourg de Saint-Léons qu'elle baigne à l'ouest.
Elle entre ensuite dans des gorges hautes de 150 à 350 mètres. Elle reçoit sur sa droite son principal affluent, la Muzette, puis sur sa gauche le ravin de Bouscayrols. Elle passe sous la (RD) 96 puis reçoit à gauche le ravin de Vayssède. Elle est franchie par la (RD) 30, reçoit en rive droite le ruisseau de Brinhac et baigne le bourg de Saint-Beauzély à l'est. Les ruisseaux de Rivaldiès et d'Estalane la rejoignent ensuite en rive droite. Elle passe de nouveau sous la (RD) 96 puis est grossie successivement en rive gauche par le ravin de Moulibez et en rive droite par le ravin de Carlesse et les ruisseaux de Falguières, de Payssel, de Fouyrouse et de la Salesse avant de traverser le village de Roquetaillade (ancien chef-lieu d'une commune fusionnée avec Montjaux en 1834). Elle reçoit encore en rive droite les ruisseaux de Matazou, de Rigoulet et de Rocazel, puis le Rocazel.
Elle passe sous la (RD) 41 au lieu-dit Saint-Hippolyte et se jette 800 mètres plus loin dans le Tarn, en rive droite, au sortir des gorges, près du lieu-dit Montjinou, à 323 m d'altitude.
Se dirigeant globalement du nord-nord-est vers le sud-sud-ouest, la Muze est longue de 29,33 km. C'est une frontière naturelle qui sépare le causse Rouge du plateau du Lévézou.

### Département et communes traversés
Dans le seul département de l'Aveyron, la Muze arrose six communes, soit de l'amont vers l'aval : Vézins-de-Lévézou (source), Saint-Léons, Saint-Laurent-de-Lévézou, Saint-Beauzély, Castelnau-Pégayrols et Montjaux (confluence avec le Tarn).

### Affluents et nombre de Strahler
Le Sandre a répertorié 24 affluents de la Muze. Les plus nombreux sont ceux situés sur la rive droite, qui drainent les eaux de la partie orientale du Lévézou ; ceux de rive gauche drainent la partie occidentale du causse Rouge.
Onze d'entre eux dépassent les deux kilomètres de longueur. D'amont vers l'aval se succèdent :
- le ruisseau de Roubayrolles : 2,37 km[4] en rive droite ;
- la Muzette : 7,55 km[5] en rive droite ;
- le ravin de Bouscayrols : 3,63 km[6] en rive gauche ;
- le ruisseau de Brinhac : 5,38 km[7] en rive droite ;
- le ruisseau de Rivaldiès : 3,86 km[8] en rive droite ;
- le ruisseau d'Estalane : 5,35 km[9] en rive droite ;
- le ravin de Moulibez : 2,82 km[10] en rive gauche ;
- le ruisseau de Falguières : 5,78 km[11] en rive droite ;
- le ruisseau de Fouyrousse : 6,26 km[12] en rive droite ;
- le ruisseau de la Salesse : 2,34 km[13] en rive droite ;
- le ruisseau de Matazou : 2,2 km[14] en rive droite.

La Muzette a un affluent, le ruisseau de Coste Cave, qui a lui-même deux affluents ; le ruisseau de Brinhac a également un affluent, le ruisseau des Caves, qui a lui-même un affluent. De ce fait, le nombre de Strahler de la Muze est de quatre.

### Bassin versant
Le bassin versant de la Muze s'étend sur 112 km2 et concerne exclusivement les six communes irriguées par la Muze.
Il est constitué de deux zones hydrographiques : « Le [sic] Muze de sa source au confluent de l'Eastalane [sic] (incluse) » et « La Muze du confluent de l'Estalane au confluent du Tarn », et en tangente deux autres à sa confluence avec le Tarn : « Le Tarn du confluent du Cernon au confluent de la Muze » et « Le Tarn du confluent de la Muze au confluent du Prat Long (inclus) » au sein du bassin DCE beaucoup plus étendu « La Garonne, l'Adour, la Dordogne, la Charente et les cours d'eau côtiers charentais et aquitains ».

## Hydrologie

### La Muze à Montjaux
La Muze est un cours d'eau assez abondant mais très irrégulier. Son débit a été observé sur une période de 53 ans (1968-2020), à la station hydrologique du pont de Saint-Hippolyte à Montjaux, située 800 mètres avant sa confluence avec le Tarn. Le bassin versant du ruisseau y est de 112 km2.
Sur cette période, le module, ou débit moyen interannuel, de la Muze est de 1,31 m3/s.
La Muze présente des fluctuations saisonnières de débit assez marquées. Les hautes eaux se déroulent en hiver et au début du printemps, et se caractérisent par des débits mensuels allant de 1,83 à 2,69 m3/s, de décembre à avril inclus (avec un maximum en février). Les basses eaux ont lieu en été, de juin à octobre, entraînant une baisse du débit moyen mensuel allant jusqu'à 0,163 m3/s au mois d'août. Mais les fluctuations sont bien plus prononcées sur de plus courtes périodes, ou encore selon les années.

### Étiage ou basses eaux
À l'étiage, le VCN3 peut chuter jusque 0,019 m3/s, en cas de période quinquennale sèche, soit 19 litres par seconde, ce qui est très sévère puisque cela représente 0,1 % du module.

### Crues
Les crues peuvent être importantes, compte tenu de l'exigüité du bassin versant du cours d'eau. Les QIX 2 et QIX 5 valent respectivement 19 et 30 m3/s. Le QIX 10 est de 38 m3/s et le QIX 20 de 45 m3/s. Quant au QIX 50, il se monte à 54 m3/s.
Durant la période 1968-2020, le débit journalier maximal enregistré à la station de Montjaux a été de 75,5 m3/s le 3 décembre 2003 à 17 h 24, tandis que la valeur journalière maximale était de 35,1 m3/s ce même jour. Si l'on compare la première de ces valeurs à l'échelle des QIX du ruisseau, on constate que cette crue était bien plus importante que la crue cinquantennale définie par le QIX 50, et donc tout à fait exceptionnelle.

### Lame d'eau et débit spécifique
Au total, la Muze est un ruisseau assez abondant, bénéficiant du climat bien arrosé du plateau du Lévézou. La lame d'eau écoulée dans son bassin est de 369 millimètres par an, ce qui est nettement inférieur à la moyenne du bassin de la Garonne (596 millimètres par an à Tonneins), mais supérieur à celle du bassin du Tarn à Moissac (233 millimètres par an). Le débit spécifique du ruisseau (ou Qsp) se monte dès lors à 11,7 litres par seconde et par kilomètre carré de bassin.

## Environnement

### Parc naturel
Sur la totalité de son parcours, la Muze s'écoule dans le parc naturel régional des Grands Causses. Elle y est franchie par le GR 62 au bourg de Saint-Beauzély.

### ZNIEFF
La partie aval du bassin versant de la Muze est concernée par une zone naturelle d'intérêt écologique, faunistique et floristique (ZNIEFF) de type 1 : la « vallée du Tarn et de la Muze à Saint-Rome et Montjaux »,. Celle-ci s'étend le long de la Muze et de certains de ses affluents depuis le sud du bourg de Castelnau-Pégayrols jusqu'à la confluence avec le Tarn.
Plusieurs espèces déterminantes y ont été recensées :
- quatre espèces de rapaces : l'Aigle botté (Aquila pennata), le Circaète Jean-le-Blanc (Circaetus gallicus), le Faucon pèlerin (Falco peregrinus) et le Grand-duc d'Europe (Bubo bubo) qui trouvent un environnement propice à la reproduction parmi les falaises rocheuses et les zones boisées ;
- deux espèces d'insectes orthoptères : la Magicienne dentelée (Saga pedo) et l' Œdipode soufrée (Oedaleus decorus) ;
- une espèce de crustacés : dans la partie nord de la ZNIEFF, l'Écrevisse à pattes blanches (Austropotamobius pallipes) est présente dans la Muze et ses affluents (notamment les ruisseaux de Fouyrouse et de la Salesse) ;
- dix-neuf espèces de plantes phanérogames : l'Aphyllanthe de Montpellier (Aphyllanthes monspeliensis), l'Asarine couchée (Asarina procumbens), l'Azurite (Echinops ritro), la Bruyère arborescente (Erica arborea), le Choin noirâtre (Schoenus nigricans), le Ciste à feuilles de sauge (Cistus salviifolius), l'Épipactis des marais (Epipactis palustris), l'Euphorbe dentée (Euphorbia serrata), le Genêt épineux (Genista scorpius), le Laser de France (Laserpitium gallicum), le Lin de Narbonne (Linum narbonense), le Mouron d'eau (Samolus valerandi), le Narcisse d'Asso (Narcissus assoanus), l'Ophrys de l'Aveyron (Ophrys aveyronensis), l'Orchis élevé (Dactylorhiza elata), le Rouvet blanc (Osyris alba), le Salsifis à feuilles de crocus (Tragopogon crocifolius), le Séneçon de Gérard (Senecio provincialis) et l'Urosperme de Daléchamps (Urospermum dalechampii).

## Monuments ou sites remarquables à proximité
- À Saint-Léons, le château du XVe siècle ;
- à Saint-Beauzély, le château de Saint-Beauzély édifié au XIIe siècle et modifié au XVIIe siècle[21] ;
- à Marzials, commune de Montjaux, les remparts médiévaux surplombant la vallée de la Muze ;
- à Castelnau-Pégayrols, le château de Castelmus.

## Photothèque

La Muze à Montjaux
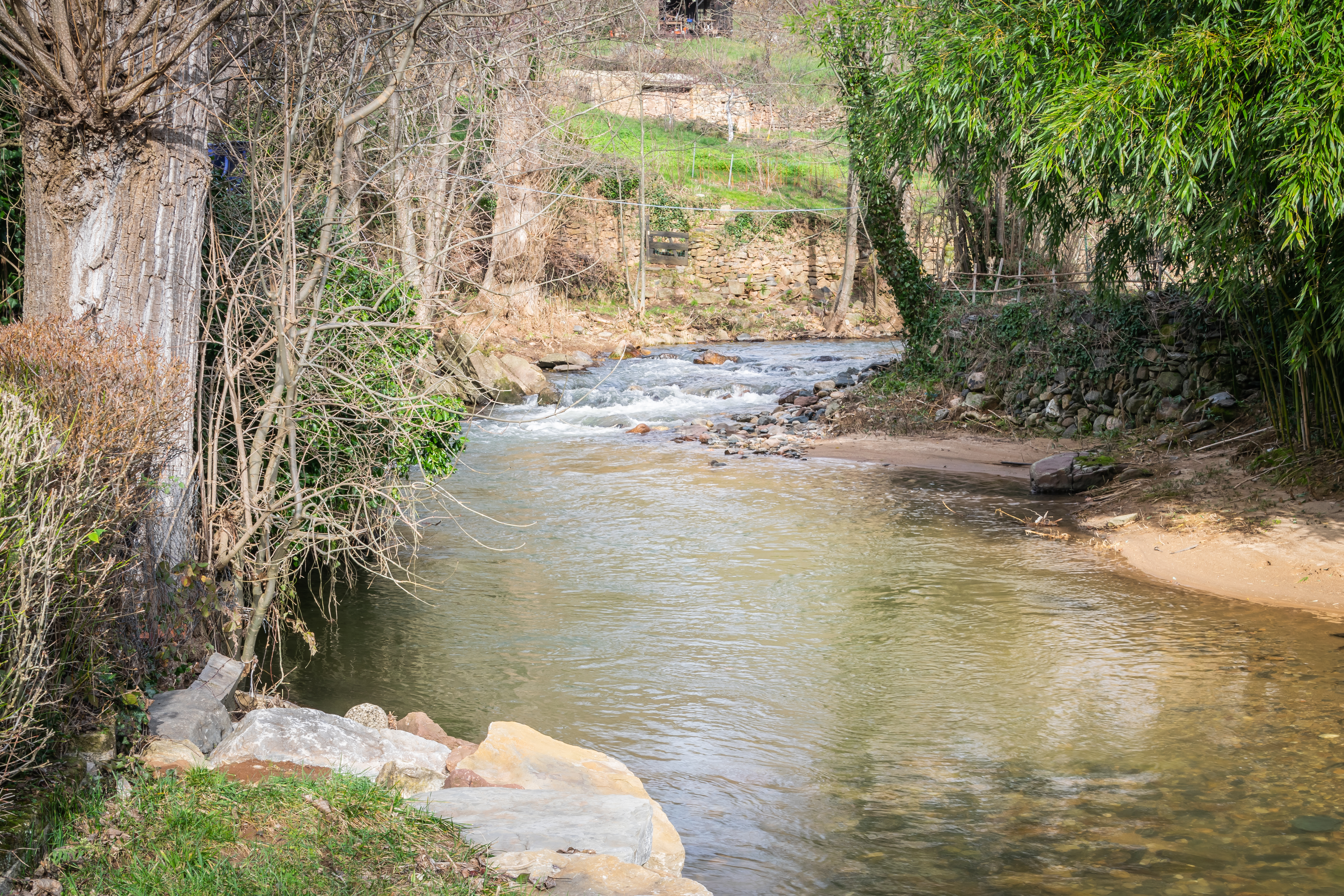
La Muze à Roquetaillade.
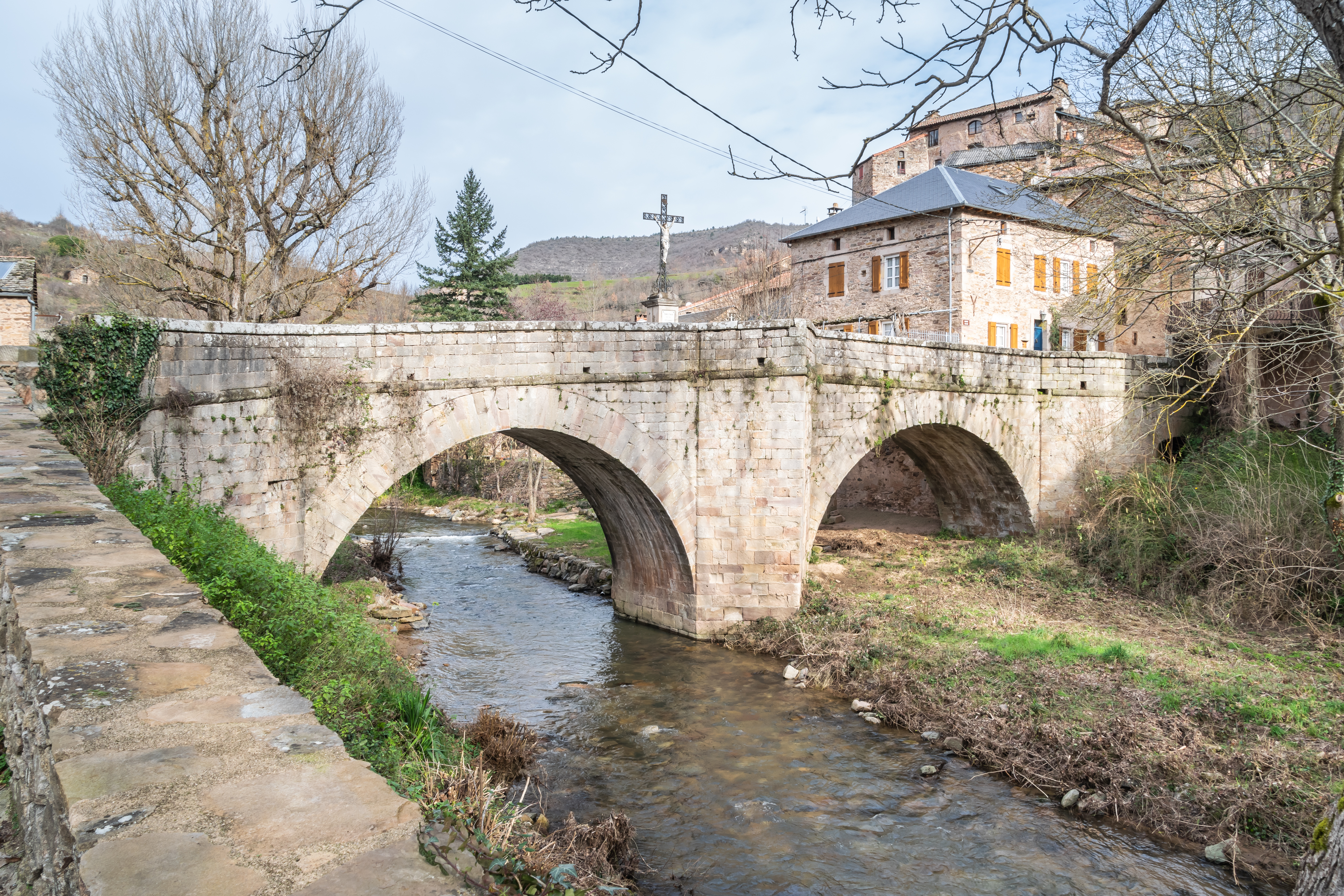
Le pont de Roquetaillade.
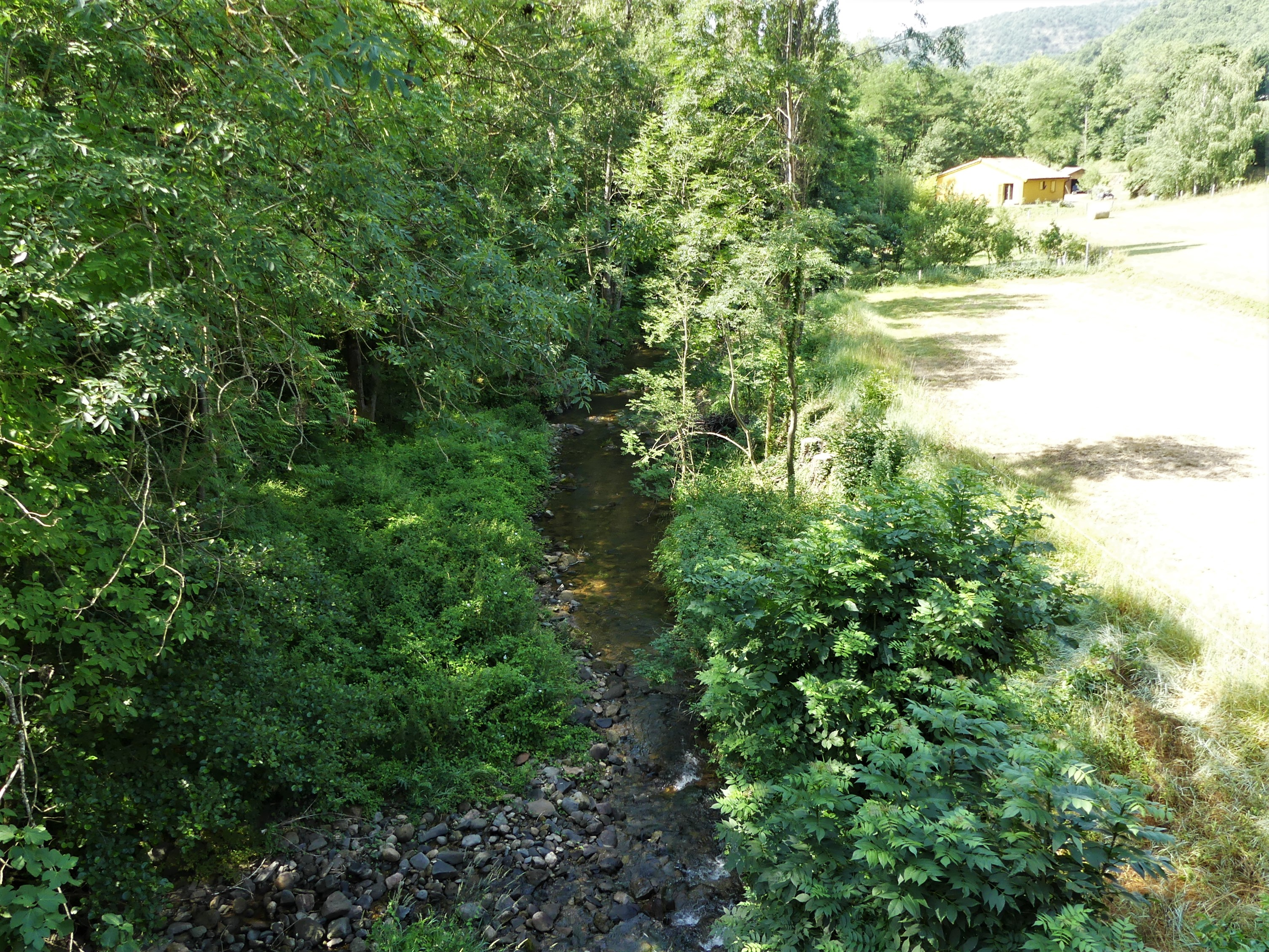
La Muze au pont de Saint-Hippolyte.